# Oost-paardenencefalitisvirus
Het Oost-paardenencefalitisvirus, ook gekend als Oostelijke paardenencefalitis of EEE, is een zoönose ziekte overgebracht door muggen. Vogels zijn de tussengastheer. Paardachtigen en mensen zijn eindgashteer. De besmette muggen komen voor in Noord-, Centraal- en Zuid-Amerika alsook in de Caraïben.

## Infectie bij mensen
De incubatieperiode varieert van 4 tot 10 dagen. De ziekte kan systematisch of encefalitisch verlopen, afhankelijk van de leeftijd van de persoon. In de meeste gevallen zwellen de hersenen op. Andere symptomen zijn onder meer hoge koorts, spierpijn, veranderde mentale toestand, hoofdpijn, nekstijfheid, fotofobie en toevallen. De ziekte kan dodelijk zijn. Mensen die herstellen - normaal binnen de twee weken - kunnen blijvende mentale en fysieke beperkingen hebben zoals persoonlijkheidsstoornissen, verlamming, en intellectuele beperkingen. Er is voor de mens geen vaccin beschikbaar.

## Infectie bij paarden
Paarden kunnen preventief ingeënt worden met medicijnen voor Venezolaanse paardenencefalitisvirus, West-paardenencefalitisvirus of tetanus. Deze inentingen zijn niet beschikbaar in Europa.